# Osugi Masato
Osugi Masato (大杉 誠人 Ōsugi Masato, sinh ngày 2 tháng 2 năm 1983) là một cầu thủ bóng đá người Nhật Bản. Anh thi đấu cho MIO Biwako Shiga.

## Sự nghiệp thi đấu
Osugi Masato thi đấu cho Sagawa Printing, Sagawa Shiga và Kamatamare Sanuki từ năm 2005 đến năm 2014. Anh chuyển đến MIO Biwako Shiga năm 2015.

## Thống kê câu lạc bộ
Cập nhật đến ngày 20 tháng 2 năm 2018.
| Thành tích câu lạc bộ | Thành tích câu lạc bộ | Thành tích câu lạc bộ | Giải vô địch | Giải vô địch | Cúp                   | Cúp                   | Tổng cộng | Tổng cộng |
| Mùa giải              | Câu lạc bộ            | Giải vô địch          | Số trận      | Bàn thắng    | Số trận               | Bàn thắng             | Số trận   | Bàn thắng |
| Nhật Bản              | Nhật Bản              | Nhật Bản              | Giải vô địch | Giải vô địch | Cúp Hoàng đế Nhật Bản | Cúp Hoàng đế Nhật Bản | Tổng cộng | Tổng cộng |
| --------------------- | --------------------- | --------------------- | ------------ | ------------ | --------------------- | --------------------- | --------- | --------- |
| 2005                  | Sagawa Printing       | JFL                   | 26           | 1            | 3                     | 0                     | 29        | 1         |
| 2006                  | Sagawa Shiga          | JFL                   | 9            | 0            | –                     | –                     | 9         | 0         |
| 2007                  | Sagawa Shiga          | JFL                   | 1            | 0            | 0                     | 0                     | 1         | 0         |
| 2008                  | Sagawa Shiga          | JFL                   | 11           | 1            | 1                     | 0                     | 12        | 1         |
| 2009                  | Sagawa Shiga          | JFL                   | 32           | 2            | 0                     | 0                     | 32        | 2         |
| 2010                  | Sagawa Shiga          | JFL                   | 15           | 0            | 0                     | 0                     | 15        | 0         |
| 2011                  | Sagawa Shiga          | JFL                   | 5            | 0            | 0                     | 0                     | 5         | 0         |
| 2012                  | Sagawa Shiga          | JFL                   | 24           | 2            | 3                     | 0                     | 27        | 2         |
| 2013                  | Kamatamare Sanuki     | JFL                   | 6            | 0            | 0                     | 0                     | 6         | 0         |
| 2014                  | Kamatamare Sanuki     | J2 League             | 1            | 0            | 0                     | 0                     | 1         | 0         |
| 2015                  | MIO Biwako Shiga      | JFL                   | 12           | 1            | 2                     | 0                     | 14        | 1         |
| 2016                  | MIO Biwako Shiga      | JFL                   | 24           | 0            | 1                     | 1                     | 25        | 1         |
| 2017                  | MIO Biwako Shiga      | JFL                   | 20           | 0            | –                     | –                     | 20        | 0         |
| Tổng                  | Tổng                  | Tổng                  | 186          | 7            | 10                    | 1                     | 196       | 8         |